# Trouville-la-Haule
Trouville-la-Haule é uma comuna francesa na região administrativa da Normandia, no departamento de Eure. Estende-se por uma área de 12,29 km². Em 2010 a comuna tinha 777 habitantes (densidade: 63,2 hab./km²).